# Мартыновская улица
Марты́новская улица — улица в Приморском районе Санкт-Петербурга. Начинается от проспекта Королёва, являясь ответвлением от Долгоозёрной улицы, и переходит в улицу Шаврова.

## История
Своё название улица получила 27 марта 1990 года. Оно было дано по деревне Мартыновке (Графской), которая находилась рядом с Коломягами, недалеко от улицы. В этой деревне прежде существовала своя Мартыновская улица. И она, и деревня назывались по имени лесничего имения графов Орловых-Денисовых, который был одним из первых застройщиков деревни. Однако в Невском районе существовала своя Мартыновская улица, поэтому чтобы устранить дублирующие названия Мартыновскую улицу в Мартыновке переименовали в феврале 1941 года в Эстонскую в память о вхождении Эстонии в состав Советского Союза. В 1978 году Мартыновская улица в Невском районе стала частью улицы Ольги Берггольц. В итоге название освободилось и было присвоено нынешней Мартыновской.

## Пересечения
- проспект Королёва и Долгоозёрная улица
- улица Шаврова